# Madrör
Madrör (Calamagrostis stricta) är en växtart i familjen gräs som hör till rörsläktet.